# Муфта

Муфта приводу фланцева

Му́фта (англ. coupling, clutch) — вузол (деталь) привода механізму (машини), котрий передає обертовий рух та/або крутний момент, з одного вала на інший, котрий зазвичай розташований на одній осі з першим чи під кутом до нього, або з валу на деталь (шків, зубчасте колесо тощо), що вільно розташована на ньому, без зміни крутного моменту за величиною.
Крім зазначеного, муфти приводів можуть виконувати інші важливі функції: компенсацію невеликих монтажних відхилень взаємного розташування вузлів і агрегатів, роз'єднання валів, автоматичне керування роботою машини, плавне сполучення валів при запуску машин, захист машин від поломок в аварійному режимі тощо.

## Класифікація муфт приводів механізмів та машин

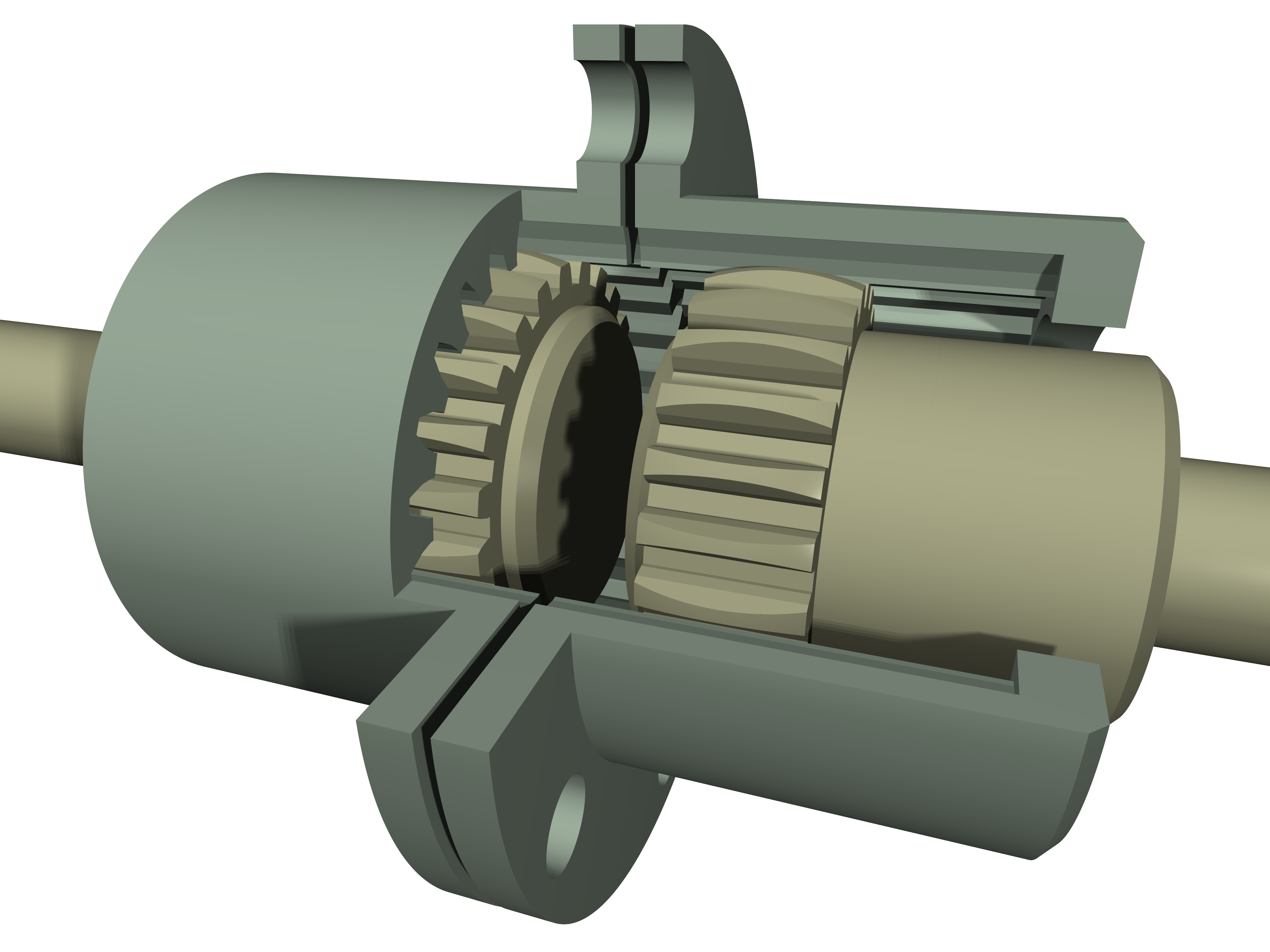
Зубчаста муфта

Фрикційна муфта зчеплення

- Жорсткі (глухі) муфти — забезпечують жорстке сполучення валів. Вони забезпечують стале особливо точне і надійне сполучення валів з допустимим зміщенням осей 0,002…0,005 мм:
  - втулкові (за ДСТУ 3173-95[1]);
  - фланцеві (за ДСТУ 3172-95[2]);
  - поздовжньо-скручувальні (за ДСТУ 2123-92[3]).

- Компенсаційні муфти — компенсують радіальні, осьові і кутові зміщення валів :
  - шарнірні (карданні) муфти — кутове зміщення до 45° (за ДСТУ 3522-97[4])
  - зубчасті за ДСТУ 2742-94[5] ;
  - ланцюгові (за ДСТУ 2132-93[6]);
  - кулачково-дискові (муфта Олдема) за ДСТУ 2131-93[7]
- Пружні муфти — компенсують динамічні навантаження (коливання, поштовхи, удари) та невеликі радіальні та кутові зміщення:
  - муфти з тороподібною оболонкою (за ДСТУ 2124-93[8]);
  - втулково-пальцеві (за ДСТУ 2128-93[9]);
  - муфти із зірочкою (за ДСТУ 2129-93[10])

- Зчіпні муфти — для сполучення або роз'єднання валів або валів зі встановленими на них деталями через органи керування, поділяються на:
  - муфти зачеплення (зчіпні зубчасті, кулачкові);
  - фрикційні (див. також Муфта зчеплення).

- Самокеровані (автоматичні) муфти — спрацьовують автоматично при досягненні якоюсь із величин, що характеризує режим роботи муфти певного значення:
  - обгінні муфти — передача обертання тільки в одному напрямі (ГОСТ 12935-76[11]);
  - відцентрові — обмеження частоти обертання;
  - запобіжні муфти — обмеження моменту, що передається (за принципом роботи бувають: з елементом, що руйнується, пружинно-кулачкові за ДСТУ 2130-93[12], кулькові (пружинно-кулькові) за ДСТУ 2134-93[13] і фрикційні за ДСТУ 3174-95[14]).

- Гідравлічні (гідродинамічні) муфти (рос. муфта гидродинамическая; англ. fluid coupling, hydrodynamic(al) clutch; нім. hydrodynamische Muffe f) — гідродинамічна передача, яка передає потужність, не змінюючи моменту.
  - незамкнені — з регульованим об'ємом рідини;
  - замкнені (нерегульовані) — із сталим заповненням.
- В'язкісні муфти — муфти, що здатні передавати крутні моменти за посередництвом рідини з високою в'язкістю.
- Електромагнітні і магнітні.

## Різновиди муфт за використанням

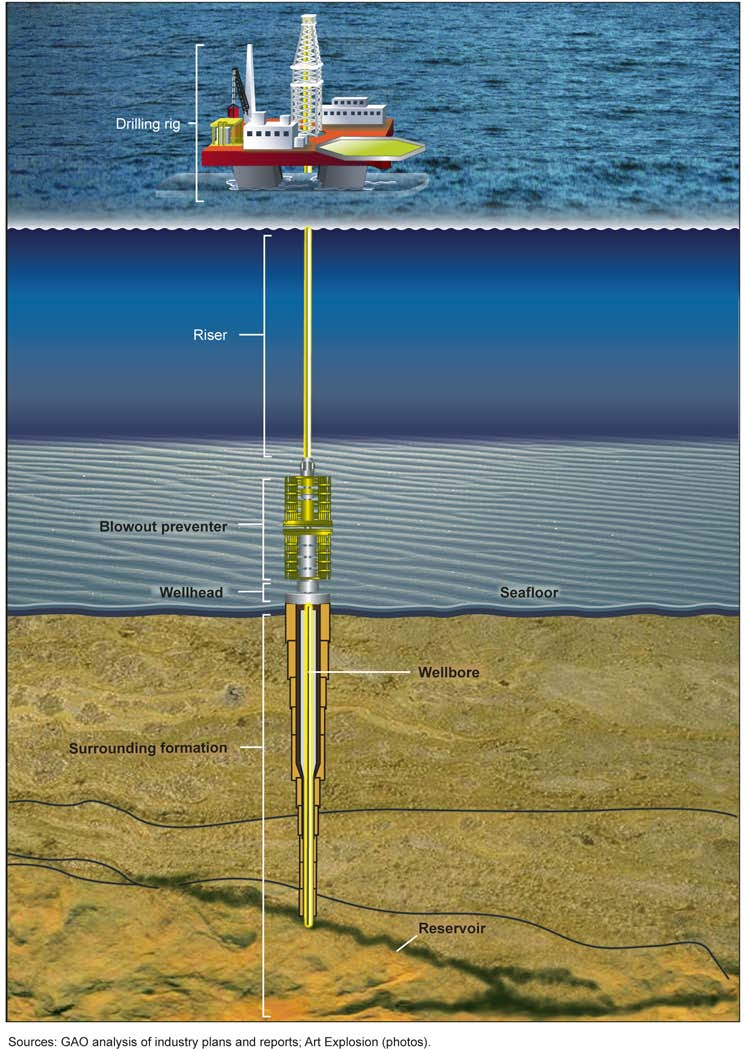
Обладнання, яке застосовується при морському бурінні.

Муфта гирлова, (рос. муфта устьевая; англ. wellhead connector; нім. Mundmuffe f) — муфта для з'єднання підводного гирлового устаткування з гирлом підводної частини свердловини.
Муфта гирлова цангова, (рос. муфта устьевая цанговая; англ. wellhead collet connector; нім. Zangmundmuffe f) — муфта на блоці превенторів чи водовіддільної колони для стикування їх з гирловою головкою підводної свердловини.
Муфта глуха, (рос. муфта глухая; англ. end cap, fixed coupling, rigid coupling, нім. Endmuffe f, Stopfen m) — пробка, заглушка.
Муфта ексцентрикова (рос. муфта эксцентриковая; англ. eccentric coupling; нім. Exzentermuffe f) — муфта, яка складається з двох універсальних шарнірів, що забезпечує можливість гвинтам свердловинного гвинтового насоса в обоймах здійснювати складне планетарне обертання.
Муфта пускова, (рос. муфта пусковая; англ. start coupling, starting clutch, нім. Inbetriebnahmemuffe f) — муфта, яка з'єднує вали протектора та свердловинного гвинтового насоса, забезпечує за допомогою висувних кулачків пуск насоса після досягнення ротором електродвигуна частоти обертання, відповідної максимальному крутному моменту, і захищає насос від зворотного обертання.